# Neonemoria rasa
Neonemoria rasa är en fjärilsart som beskrevs av W. Warren 1900. Neonemoria rasa ingår i släktet Neonemoria och familjen mätare. Inga underarter finns listade i Catalogue of Life.